# Louviers
Louviers /luˈvje/ è un comune francese di 18 537 abitanti situato nel dipartimento dell'Eure nella regione della Normandia.

## Geografia fisica
Louviers sorge sui sette bracci del fiume Eure, a soli 4 chilometri a ovest del corso della Senna, a est della Grande Foresta demaniale di Bord-Louviers (o Forêt de Louviers), e a 25 chilometri a sud-est di Rouen.

## Origini del nome
Louviers viene citata per la prima volta nel IX secolo negli Annales Bertiniani, gli Annali dell'abbazia di San Bertino, col nome di Locos veteris; in seguito compare tra il 962-996 come Loviers ed emerge nel 1025 come Lotvers. La forma di Locos veteres ("luogo vecchio") così come la trasposizione poetica di Locus veris ("luogo di primavera"), non sono attendibili, risultano infatti etimologie poetiche inventate dai monaci. Nessun rapporto sembra avere neanche riguardo a Lupus, "Loup" (lupo) come compare nelle altre forme antiche. Piuttosto si può collegare Louviers ad altre etimologie aventi il suffisso "viers", diffuso nel nord della Francia: Reviers, nella Bassa Normandia; Grand-Laviers, in Piccardia, o Verviers, nel Belgio francofono. L'elemento gallo-celtico ver/var è un termine idrico riferito a fiumi e rii ("rivière" in francese) utilizzato come nome stesso di fiumi: Vire, Vière o Var, oltre che per comporre Varinna > Varenne, e il nome del popolo celtico dei Treveri "gli attraversatori d'acqua" da trē-ver-o (dall'antico celto-irlandese treóir, passaggio o luogo di attraversamento di un corso d'acqua).

## Storia
La città di Louviers ha un ricco passato storico. Le sue origini risalgono all'inizio del Medioevo, quando divenne ben presto un importante luogo di produzione di tessuti, conosciuto in tutta Europa.

### Il primo Trattato di Louviers
Louviers, come tutta la Normandia, dalla caduta dell'Impero romano d'Occidente entra a far parte del Regno dei Franchi. Nell'843 il Trattato di Verdun attribuisce i territori occidentali, la Neustria, a Carlo II il Calvo, ma subito comincia un certo sentimento di indipendenza da parte della Bretagna che sfocerà il 22 agosto 851 nella Battaglia di Jengland, dove i bretoni di Erispoë sconfiggono i Franchi di Carlo, e nel conseguente Trattato d'Angers dove il Regno franco dona in feudo il Ducato di Bretagna con le contee di Rennes, Nantes e Retz. Le offensive bretoni sembrano non finire, atte a raggiungere una completa indipendenza della penisola. 
Il 10 febbraio 856 il re dei Franchi occidentali Carlo II il Calvo con il Trattato di Louviers annuncia il fidanzamento di suo figlio Luigi II il Balbo con la figlia di Erispoë di Bretagna, dove la "Francia" riconosce il regno indipendente di Bretagna in cambio del Ducato di Le Mans.

### Gli inglesi
Le sempre più frequenti e feroci incursioni sulla Senna dei Vichinghi, chiamati Northmanorum o Normanni, "uomini del Nord" (da dove la Normandia deriva il suo nome), spinsero Carlo III il Semplice nel 911 a siglare un accordo con il capo norvegese Rollone, in base al quale i Normanni occupavano le terre della bassa valle della Senna (equivalente all'Alta Normandia) in cambio di un giuramento di vassallaggio (che fu pronunciato nel 940) e di un impegno a ricevere il battesimo. Da allora Louviers entrò a far parte del Ducato di Normandia, e con le successive imprese di Guglielmo il Conquistatore, che a seguito della vittoriosa Battaglia di Hastings del 1066 conquista l'Inghilterra, entra nel circuito inglese. Negli ultimi anni del regno d'Enrico I d'Inghilterra, suo genero, Goffredo Plantageneto, duca d'Angiò cospira insieme ad altri nobili normanni, fra cui Roger III de Tosny, contro il re per arrivare al titolo di Duca di Normandia. Il complotto viene scoperto e le rivolte prevenute. Ma con la morte del re nel 1135 Goffredo Plantageneto riattiva l'alleanza per impadronirsi della Normandia. Si accendono aspri conflitti, soprattutto con i partigiani del nipote del re, Stefano di Blois appena incoronato col nome di Stefano d'Inghilterra, la Normandia è messa a ferro e fuoco. A forte sostegno degli Angioini è Roger III de Tosny, dove il suo attivismo bellicoso necessita dell'intervento di Waleran de Beaumont, luogotenente del re per la Normandia, poi del conte Tebaldo II di Champagne. Waleran lo catturerà proprio nei pressi di Louviers nel 1136.

### Il secondo Trattato di Louviers
Il re di Francia Filippo Augusto, nel quadro della lotta alla grande feudalità, fu in costante conflitto con i re d'Inghilterra, suoi vassalli: Enrico II, Riccardo Cuor di Leone e Giovanni Senza Terra. Col Trattato di Louviers, stipulato nel 1196 fra Filippo Augusto e Giovanni Senza Terra quale vice di Riccardo Cuor di Leone, l'Inghilterra abbandonava la sovranità sul Vexin a favore della Francia. In seguito alla morte di Riccardo, salì al trono suo fratello Giovanni Senza Terra, al quale il re di Francia Filippo Augusto strappò infine i feudi di Angiò e Turenna e il 24 giugno del 1204, con la capitolazione di Rouen completò la riconquista della Normandia. Louviers rientrava in pieno nei domini francesi.

### La Guerra dei cent'anni

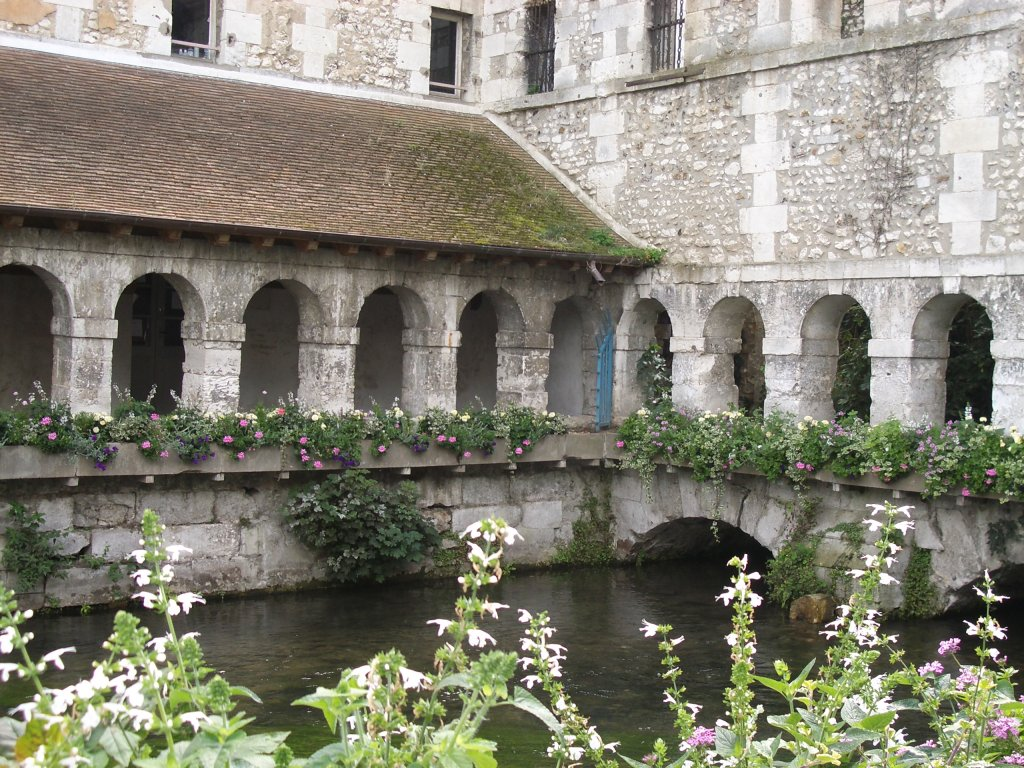
Il Chiostro dei Penitenti

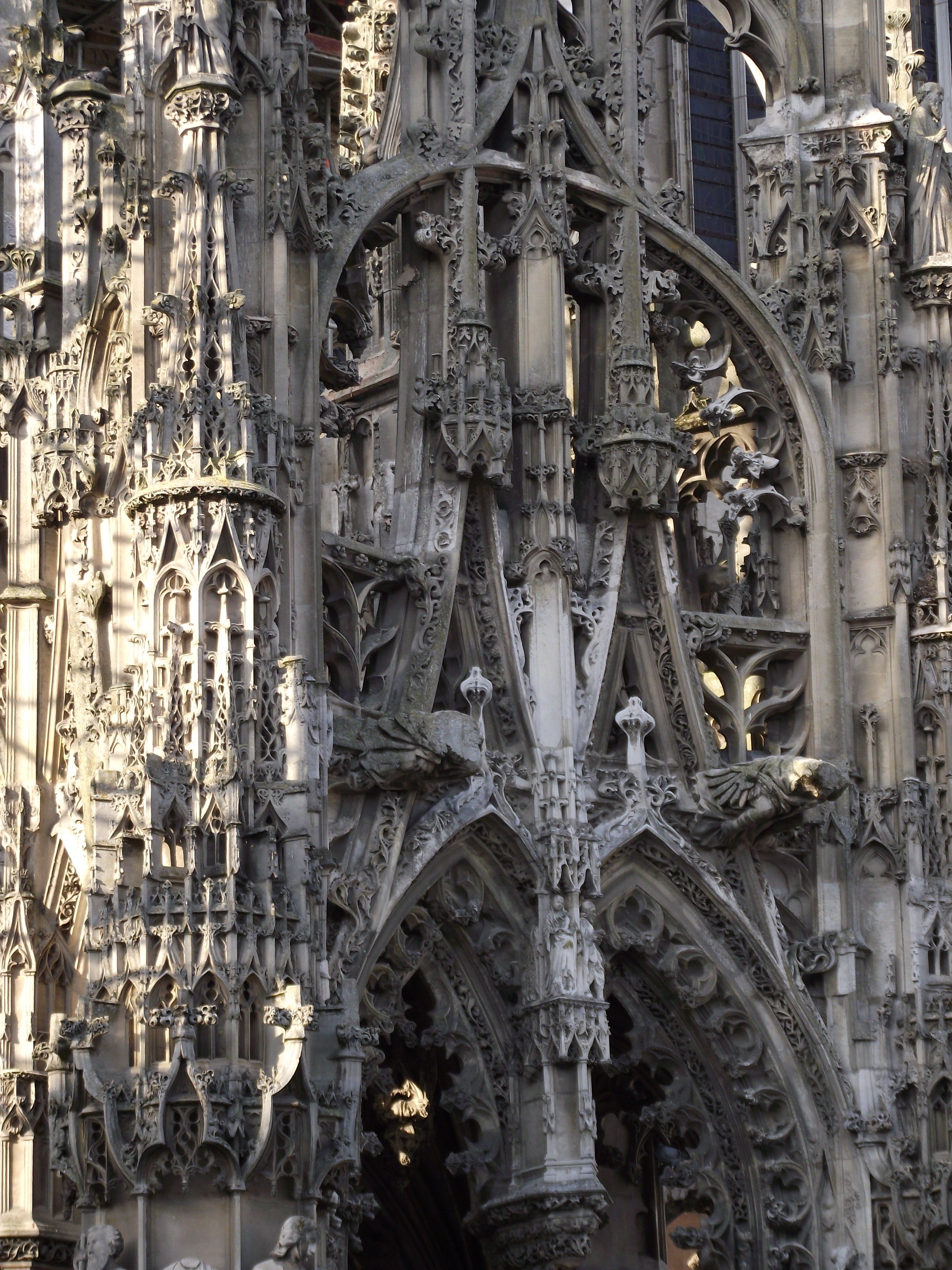
Il complicatissimo portale gotico-fiammeggiante della Parrocchiale di Notre-Dame.

In piena Guerra dei cent'anni (1337-1453), Louviers viene assediata da Enrico V d'Inghilterra in persona e dalle sue armate, malgrado l'ardua resistenza degli assediati, il 23 giugno del 1418 la città capitola. Rimarrà comunque sempre fedele alla Corona di Francia, tanto che insieme alle altre città normanne di Rouen, Cherbourg, Argentan e Sées, Louviers crea gruppo di patrioti atti a formare dei veri complotti per la liberazione della città dalla dominazione straniera. La sua fedeltà sarà premiata dal re di Francia Carlo VII con il raro privilegio di far figurare una "L" coronata sullo stemma cittadino.

### Rinascimento e storia moderna
Durante le Guerre di religione francesi Louviers rifugia il Parlamento della Normandia, o Parlamento di Rouen.
Le truppe reali presero possesso della città di Évreux e il suo vescovo Claude de Sainctes fanatico sostenitore della Lega cattolica durante le Guerre di religione francesi fu costretto a fuggire. I gendarmi trovarono delle carte scritte che giustificavano l'assassinio del re Enrico III nel 1589, e incitavano lo stesso attentato alla persona del re di Navarra. Venne arrestato a Louviers da Enrico IV e portato prigioniero a Caen dove, davanti al Parlamento di Normandia, venne condannato a morte per alto tradimento per aver approvato l'assassinio di Enrico III.
Nel 1793, durante la Rivoluzione francese (1789-1799), Louviers riceve i rappresentanti della "Comune", il governo rivoluzionario. Tra il 1790 e il 1795 diventa capoluogo di distretto; e dal 1800 al 1926 fu capoluogo di dipartimento.
Nel giugno 1940 Louviers soffre terribilmente i bombardamenti alleati durante i combattimenti della Battaglia di Francia.

## Monumenti e luoghi d'interesse
Louviers ha notevolmente sofferto i danni inferti dalla Seconda guerra mondiale. Nonostante ciò il centro storico conserva ancora un gran numero di antiche case a graticcio del XVI secolo che costruite sui sette bracci del fiume Eure, creano ambienti pittoreschi.
- Parrocchiale di Notre-Dame, costruita dall'XI al XIII secolo, con uno splendido portico gotico-fiammeggiante sul lato sud. Venne classificata monumento storico già nel 1846.
- Chiostro dei Penitenti. Restano le rovine dell'antico convento dei Francescani, poi passato ai Domenicani. È il solo chiostro costruito sull'acqua (a cavallo di uno dei bracci dell'Eure), oggi ne restano due ali.
- Vecchia Pieve di Saint-Lubin.
- Palais de justice, inaugurato nel 1896.

## Società

### Evoluzione demografica
Abitanti censiti

## Amministrazione

### Gemellaggi
- San Vito dei Normanni
- Weymouth and Portland
- Holzwickede